# Melanchroia chephise
Melanchroia chephise é uma mariposa, ou traça, diurna e neotropical da família Geometridae, citada numa ampla distribuição geográfica que vai dos Estados Unidos, no Holoártico (em Utah, Arizona, Oklahoma, Arkansas, Kansas e Illinois, mas atingindo sua maior abundância ao longo das planícies costeiras do Texas e da Flórida), ao México e América Central (incluindo Antilhas, na Jamaica) até o norte da Argentina; classificada por Caspar Stoll sob a denominação Phalaena chephise, em 1782, na página 182 da obra Uitlandsche Kapellen, volume 4; sendo a espécie-tipo do seu gênero (Melanchroia), classificado por Jacob Hübner em 1819; o seu holótipo coletado no Suriname.

## Descrição
Segundo Stoll, ela possui "um azul escuro cintilante, puxando um pouco de roxo", sobre o fundo preto e uniforme em ambos os lados (superior e inferior) de suas asas; em alguns casos apresentando tênue lúnula (mancha que lembra o aspecto que a Lua assume quando está passando das fases nova para quarto crescente, ou cheia para quarto minguante), branca e voltada para o corpo do inseto, acompanhando o traçado de uma nervura interna e curva em cada asa anterior; porém, em todos os seus indivíduos, sempre com as extremidades alares anteriores de coloração branca; podendo ainda ser confundida com outras espécies miméticas, como Calodesma quadrimaculata (Erebidae: Arctiinae), encontrada em sua região de ocorrência; ambas com pequenas áreas vermelho-alaranjadas, bem visíveis onde se localizam as suas cabeças. 

## Planta-alimento
As suas lagartas, chamadas mede-palmos assim como outras de sua família (Geometridae), com seu típico padrão de flexão e extensão ao caminhar, sendo malhadas de manchas esverdeadas sobre um fundo negro e empupando no solo, se alimentam de plantas dos gêneros Amaranthus (Amaranthus tricolor; família Amaranthaceae), Casimiroa (Casimiroa edulis; família Rutaceae), mas principalmente espécies da família Phyllanthaceae dos gêneros Breynia (Breynia disticha) ou Phyllanthus (Phyllanthus acidus, Phyllanthus acuminatus, Phyllanthus niruri e Phyllanthus angustifolius), podendo também ser encontradas em plantas do gênero Euphorbia (Euphorbia marginata; família Euphorbiaceae). São encontradas no cerrado e em habitats antrópicos, como florestas fragmentadas; os seus indivíduos adultos avistados polinizando flores.